# Apollophanes
Genre
Synonymes
- Horodromus Chamberlin, 1924
- Pelloctanes Schick, 1965

Apollophanes est un genre d'araignées aranéomorphes de la famille des Philodromidae.

## Distribution
Les espèces de ce genre se rencontrent en Amérique du Nord, en Amérique centrale, aux Antilles, en Asie de l'Est et en Asie du Sud.

## Liste des espèces
Selon World Spider Catalog (version 25.0, 12/03/2024) :
- Apollophanes aztecanus Dondale & Redner, 1975
- Apollophanes caribaeus Dondale & Redner, 1975
- Apollophanes crispus Dondale & Redner, 1975
- Apollophanes erectus Dondale & Redner, 1975
- Apollophanes fitzroyi Baert, 2013
- Apollophanes gaucho Francisco, Ott & Teixeira, 2016
- Apollophanes indistinctus Gertsch, 1933
- Apollophanes lonesomegeorgei Baert, 2013
- Apollophanes longipes (O. Pickard-Cambridge, 1896)
- Apollophanes lujiani Lin & Li, 2024
- Apollophanes macropalpus (Paik, 1979)
- Apollophanes margareta Lowrie & Gertsch, 1955
- Apollophanes punctatus (Bryant, 1948)
- Apollophanes punctipes (O. Pickard-Cambridge, 1891)
- Apollophanes texanus Banks, 1904

## Systématique et taxinomie
Ce genre a été décrit par O. Pickard-Cambridge en 1898 dans les Thomisidae. Il est placé dans les Philodromidae par Homann en 1975.
Horodromus a été placé en synonymie par Schick en 1965.
Pelloctanes a été placé en synonymie par Dondale et Redner en 1975.

## Publication originale
- O. Pickard-Cambridge, 1898 : « Arachnida. Araneida. » Biologia Centrali-Americana, Zoology, vol. 1, p. 233-288 (texte intégral).